# Il capitano e il marinaio
Il capitano e il marinaio è un album in studio dei cantanti italiani Mario Trevi e Franco Moreno, pubblicato il 20 maggio 2008 dalla Zeus - Serie Oro.

## Descrizione
L'album è una raccolta di brani napoletani inediti interpretati da Mario Trevi ed il fratello minore Franco Moreno, con arrangiamenti del M° Augusto Visco (ai suoi ultimi arrangiamenti prima della sua morte) e dell'Orchestra Giuseppe Anepeta, famosa per essere l'orchestra della trasmissione televisiva Napoli prima e dopo.

## Tracce
1. Vint'anne fa (Casaburi-Trevi-Capozzi) – cantano Mario Trevi e Franco Moreno
2. 'A voce d' 'a ragione (Casaburi) - canta Mario Trevi
3. 'E mugliere d' 'e marenare (Casaburi-Capozzi) – cantano Mario Trevi e Franco Moreno
4. 'Nu suonno rosa (Casaburi-Bevilacqua) - canta Franco Moreno
5. 'E 28 'e Maggio (Casaburi-Trevi-Capozzi) – cantano Mario Trevi e Franco Moreno
6. Comm' è bello chist'ammore (Casaburi-Staco) - canta Mario Trevi
7. Duje frate cantante (Casaburi-Trevi-Capozzi) – cantano Mario Trevi e Franco Moreno
8. Tu sì 'a cchiù bella cosa (Casaburi-Capozzi) - canta Franco Moreno

## Formazione
- Mario Trevi (cantante)
- Franco Moreno (cantante)
- Augusto Visco (arrangiamenti, direzione)
- Carmine Napolitano (batteria)
- Gaetano Diodato (basso)
- Claudio Romano (chitarre acustiche e classiche)
- Pippo Seno (chitarre elettriche)
- Agostino Mas (percussioni)
- Ernesto Pumpo (trombone)
- Gianfranco Campagnoli (tromba)
- Aldo Ferrantino (flauto)
- Orchestra Giuseppe Anepeta (archi)
- Gennaro Desideri (primo violino)
- Gianni Cuciniello (programmazione e tastiere)